# منفرو (میزوری)
منفرو (به انگلیسی: Menfro) یک منطقهٔ مسکونی در ایالات متحده آمریکا است که در شهرستان پری، میزوری واقع شده‌است. منفرو ۱۱۰ متر بالاتر از سطح دریا واقع شده‌است.